# 巴兰德
巴兰德，是匈牙利豪伊杜-比豪尔州所辖的一个村。总面积42.57平方公里，总人口2586，人口密度60.7人/平方公里（2011年1月1日）。